# ダグラス・ロブ
ダグラス・ロブ（英語: Douglas Seann Robb、1975年1月2日、カリフォルニア州アゴーラ・ヒル）は、アメリカ合衆国のロックバンド、フーバスタンクのヴォーカリスト。
単に「ダグ・ロブ」「ダグ」と呼ばれることもある。アゴーラ高校出身。 身長175cm。

## 略歴

### 音楽キャリア
父親がスコットランド系アメリカ人で母親が日本人のハーフという家庭の元に生まれる。小学校1年生の時に兵庫県明石市にある小学校に通っていた事がある。15歳の時からギターを弾き始め、ダン・エストリンと高校時代のバンド対決大会で知り合う。後に、この2人がフーバスタンクの楽曲を作り出すこととなる。
ロブは、自らの音楽について、Yahoo!Musicで以下のように説明している。
「とてもポジティブだが、いつでもポジティブという訳ではない。幸運にもバンドメンバーの誰一人として親の虐待みたいなものを受けていないから、歌の中にそれほど不満、文句などはそれほど無い。それよりももっと日常生活について歌っていて、日々の暮らしの中で出てくる疑問などについて歌っている。幸運にも自分は良い家族、良い近所付き合いを持っていて、それらがいかに大変か等を歌う必要が全く無い。こんな歌詞は今までのロックに無かっただろうね。でもトレンドという訳でもない。ただ良い歌詞に良い音楽のただのロックソングってだけだ。普通の人が歌ったロックソングだ。」
同じインタビューの中で、フェイス・ノー・モアとヴァン・ヘイレン、レッド・ホット・チリ・ペッパーズに影響を受けたと語った。